# 888 7th Avenue
888 7th Avenue je kancelářský mrakodrap v New Yorku. Má 45 podlaží a výšku 191,5 metrů. Byl dokončen v roce 1971 podle projektu společnosti Emery Roth & Sons.